# أنثيموس الأول (بطريرك القسطنطينية)
أنثيموس الأول (؟ - بعد 536) كان بطريرك ميافيزي للقسطنطينية بين عامي 535-536. كان أسقف أو رئيس أساقفة طرابزون قبل انضمامه إلى القسطنطينية. تم خلعه من قبل البابا أغابيتس الأول لالتزامه [[ميافيزية[٣]|بالميافيزيه]](الاعتقاد بأن يسوع كان له طبيعة واحدة) قبل 13 مارس 536، ثم أخفته ثيودورا لاحقاً في مقرها لمدة 12 عامًا حتى وفاتها.